# Баранець південний
Баранець південний (Gallinago magellanica) — вид сивкоподібних птахів родини баранцевих (Scolopacidae).

## Поширення
Вид поширений в Чилі та Аргентині, а також на Фолклендських островах. Мешкає у різноманітних вологих ландшафтах, включаючи пампаси, торф'яні болота, затоплені степи, купинисті луки, краї боліт та іноді заболочені ліси.

## Опис
Він має довжину близько 31 см і важить близько 110 г. Ноги короткі, оливково-жовтого кольору. Дзьоб прямолінійний, зеленувато-жовтого кольору з темним кінчиком, завдовжки близько 70 мм. Спинне оперення чорнуте, всіяне жовтувато-білими цятками та білуватою або охристою літерою «V». Він має чорнувату смугу вздовж тімені, інша перетинає очі, які також мають білуваті лінії зверху та знизу. Крила мають темно-коричневий фон, всіяний жовтувато-коричневими і білими смужками і крапками.